# Таурамена
Таурамена (исп. Tauramena) — город и муниципалитет в северо-восточной части Колумбии, на территории департамента Касанаре.

## История
Поселение, из которого позднее вырос город, было основано в 1663 году. Муниципалитет Таурамена был выделен в отдельную административную единицу в 1961 году.

## Географическое положение

Муниципалитет Таурамена

Город расположен в юго-западной части департамента, в пределах Оринокского природно-территориального комплекса, на правом берегу реки Каха (правый приток Кусьяны), на расстоянии приблизительно 49 километров к юго-западу от города Йопаль, административного центра департамента. Абсолютная высота — 457 метров над уровнем моря.
Муниципалитет Таурамена граничит на севере с территориями муниципалитетов Чамеса и Ресетор, на северо-востоке — с муниципалитетом Агуасуль, на востоке — с муниципалитетом Мани, на юго-западе — с муниципалитетом Вильянуэва, на западе — с муниципалитетом Монтеррей, на северо-западе — с территорией департамента Бояка, на юге — с территорией департамента Мета. Площадь муниципалитета составляет 2607,2 км².

## Население
По данным Национального административного департамента статистики Колумбии, совокупная численность населения города и муниципалитета в 2024 году составляла 26 791 человек.
Динамика численности населения муниципалитета по годам:
| 2005   | 2010   | 2015   | 2020   | 2021   | 2022   | 2023   | 2024   |
| ------ | ------ | ------ | ------ | ------ | ------ | ------ | ------ |
| 16 239 | 19 025 | 22 076 | 24 920 | 25 476 | 25 930 | 26 381 | 26 791 |

Согласно данным переписи 2005 года мужчины составляли 54 % от населения Таурамены, женщины — соответственно 46 %. В расовом отношении белые и метисы составляли 97,8 % от населения города; негры и мулаты — 2,1 %; индейцы — 0,1 %.

## Экономика
Большинство трудоспособного населения занято в добыче нефти и природного паза, в скотоводстве, а также в выращивании риса, масличной пальмы, кукурузы, сахарного тростника и фруктовых деревьев.
52,6 % от общего числа городских и муниципальных предприятий составляют предприятия торговой сферы, 29,2 % — предприятия сферы обслуживания, 10,9 % — промышленные предприятия, 7,3 % — предприятия иных отраслей экономики.